# Grapefruit (Band)

Grapefruit um 1968 - von links nach rechts. John Perry, Geoff Swettenham, Pete Swettenham und George Alexander

Grapefruit war eine kurzlebige britische Rock-Popband Ende der 1960er Jahre.

## Geschichte
Die Band bestand aus George Alexander (Bassist und Sänger; bürgerlicher Name Alexander Young, Bruder von George, Angus und Malcolm Young (AC/DC) ), John Perry (Leadgitarre, Gesang), Pete Swettenham (Rhythmusgitarre, Gesang) und Geoff Swettenham (Schlagzeug). Die Bandgründung fand 1967 im Umfeld des Beatles-eigenen Musikverlags Apple Music Publishing statt, nachdem Terry Doran, der wiederum mit Brian Epstein und den Beatles befreundet war, Perry mit Alexander bekannt gemacht hatte und fortan ihr Bandmanager wurde. Die Idee für den Bandnamen Grapefruit stammte von John Lennon.
George Alexander hatte als Songschreiber bereits seit Sommer 1967 einen Vertrag bei Apple, weshalb bandeigene Kompositionen künftig bei Apple Publishing verlegt wurden. Apple war zu dieser Zeit jedoch nur ein Musikverlag (Apple Records entstand erst im Frühjahr 1968), und so unterzeichnete die Band einen Schallplattenvertrag beim kleinen US-Label Equinox ihres Produzenten Terry Melcher. Außerhalb der USA erschienen die Produktionen des Labels auf RCA Victor (im Vertrieb von Decca Records).
Ihre erste Single Dear Delilah erschien Anfang 1968 und war mit Platz 21 zugleich Grapefruits größter Hit in den UK-Charts. In Deutschland erreichte die Single Platz 24 und in den Billboard Hot 100 kam sie bis auf Platz 98. Im Herbst 1968 schaffte auch C’mon Marianne, eine Coverversion im Original 1967 von The Four Seasons, den Einzug in die Top-40 in Großbritannien.
Der typische spät-60er-Jahre Rock-Pop-Sound der Band ist mit psychedelischen Effekten wie Phasing versehen. Die meistens von Alexander geschriebenen, melodiösen Songs wurden mit Streicherarrangements oder Mellotron untermalt. Mitunter bauten sie auch klassische Arrangements wie barocke Flötentöne in ihre Aufnahmen ein.
Neben weiteren Singles veröffentlichte die Band auch zwei Studioalben, Around Grapefruit 1968 und Deep Water 1969. An letzterem war Rhythmusgitarrist Pete Swettenham nicht beteiligt. Die Band wurde dafür um Bobby Ware (Vocals, Gitarre, Harmonica) und Mike Fowler (Piano, Keyboard, Gitarre) erweitert. Die aus dem letzten Album ausgekoppelte Single Deep Water erreichte Ende 1969 Platz 19 in der deutschen Singlehitparade. Ende 1969 löste sich die Band auf.
George Alexander ging 1971 noch einmal ins Studio, um mit Hilfe seines jüngeren Bruders George Young sowie Harry Vanda – beide Ex-Easybeats – die Popsingle Sha-Sha b/w Universal Party aufzunehmen, die unter dem Namen Grapefruit auf dem Plattenlabel Deram erschienen ist.

## Diskografie

### Singles
- Dear Delilah / The Dead Boot (D/UK: RCA, US: Equinox - 1968)
- Yes / Elevator (D/UK RCA, US: Equinox - 1968)
- C’mon Marianne / Ain’t It Good (D/UK: RCA, US: Equinox - 1968)
- Someday Soon / Theme for Twiggy (UK: Stateside, D: Columbia - 1968)
- Round Going Round / This Little Man (UK: Stateside, US: Dunhill - 1969)
- Deep Water / Come Down to the Station (UK/D: RCA 1969)
- Thunder and Lightning / Blues in Your Head (D/US: RCA - 1969)
- Lady Godiva (Come Home) / Thunder and Lightning (UK/D: RCA - 1970) °
- Sha-Sha / Universal Party (UK/D: Deram - 1971)

° B-Seite in Deutschland Can’t Find Me

### Alben
- Around Grapefruit (Stateside/Dunhill 1968, Repertoire 2005)
- Deep Water (RCA 1969, Repertoire 2005)
- Around the BBC (Aufnahmen Januar 1968 – Juli 1969, Rpm 2007)